# Episcada salvinia
Episcada salvinia är en fjärilsart som beskrevs av Bates 1864. Episcada salvinia ingår i släktet Episcada och familjen praktfjärilar. Inga underarter finns listade i Catalogue of Life.